# Emre Tetikel
 (février 2025).
Motif : Même créateur sur tous les interwikis. Spam interwiki pour un figurant ?
- Archive Wikiwix
- Bing
- Cairn
- DuckDuckGo
- E. Universalis
- Gallica
- Google
- G. Books
- G. News
- G. Scholar
- Persée
- Qwant
- (zh) Baidu
- (ru) Yandex
- (wd) trouver des œuvres sur Wikidata

| 1. | Préciser le motif de la pose du bandeau. | Précisez le motif de la pose du bandeau en utilisant la syntaxe suivante : {{admissibilité à vérifier\|date=mars 2025\|motif=remplacez ce texte par le motif}}                    |
| 2. | Informer les utilisateurs concernés.     | Pensez à avertir le créateur de l'article, par exemple, en insérant le code ci-dessous sur sa page de discussion : {{subst:avertissement admissibilité à vérifier\|Emre Tetikel}} |

 (octobre 2020).
Emre Tetikel est un acteur, professeur de théâtre et auteur turc né le 2 août 1985 à Tekirdağ. 
Il est surtout connu pour son rôle de Berk dans le film Ayakta Kal et de Şahin dans la série télévisée Karagül en Turquie.

## Filmographie

### Séries télévisées
- 2008 : Dur Yolcu : Morphy McMahon
- 2009 : Küçük Kadınlar : Murat
- 2010 : Keskin Bıçak : Harun
- 2014 : Aşkın Kanunu : Şurup Halil
- 2015 : Karagül : Şahin
- 2015 : Son Çıkış : Engin
- 2017 : Ateş Böceği : Berk
- 2018 : Adını Sen Koy : Teoman

### Films
- 2009 : Ayakta Kal : Berk
- 2013 : Şevkat Yerimdar : Burçin
- 2015 : Darbe : Savcı Yardımcısı

### Courts métrages
- 2010 : Şefkat Gibi : Hande Yener
- 2016 : Ayrıla Ayrıla : Levent Dörter

### Annonces
- 2003 : Yapıkredi Bank
- 2004 : Mercedes
- 2005 : Lacoste
- 2006 : Avon
- 2007 : Mynet.com
- 2008 : Mcclayn
- 2009 : Alpella 3gen Gofret

## Théâtre
- 2005 :  Bir Yaz Gecesi Rüyası : Theseus
- 2008 : Recebim Recebim : Muhtar
- 2009 : Tek Perdelik Şaka : Karışık Eskiz
- 2009 : Duvarların Ötesi : Ufaklık
- 2010 : Depo : Karışık Eskiz